# Ignazio Ceffalia
Mons. Ignazio Ceffalia (* 28. října 1975, Palermo) je italský duchovní italsko-albánské řeckokatolické církve, arcibiskup a apoštolský nuncius.

## Život
Narodil se 28. října 1975 v Palermu.
Po absolvování kněžského semináře byl 6. srpna 2003 vysvěcen na kněze a inkardinován do eparchie Piana degli Albanesi. Získal titul z kanonického práva. Dne 1. července 2006 vstoupil do diplomatických služeb Svatého stolce. Působil na nunciatuře v Ekvádoru, Thajsku a ve stálé misii při Evropské unii. Dne 1. března 2013 mu byl udělen titul Kaplana Jeho Svatosti a roku 2019 Preláta Jeho Svatosti. Pokračoval v diplomatických službách ve Státním sekretariátu a před jmenováním biskupem na nunciatuře ve Venezuele.
Dne 25. března 2025 jej papež František jmenoval apoštolským nunciem v Bělorusku a titulárním arcibiskupem z Fiorentina. Biskupské svěcení přijal 22. května 2025 z rukou kardinála Pietra Parolina a spolusvětiteli byli kardinál Francesco Montenegro a arcibiskup Paul Richard Gallagher.